# Nefteiugansk
Nefteiugansk (en rus: Нефтеюганск) és una ciutat de Rússia, del Districte Autònom Khanti-Mansi — Iugrà. La població és, segons el cens rus de 2021, de 124.732 habitants. Nefteiugansk es troba a la plana de Sibèria occidental, prop del riu Obi, a 47 km al sud-oest de Surgut, a 193 km a l'est de Khanti-Mansisk i a 2.096 km al nord-est de Moscou, la capital del país.

## Història
Nefteiugansk és una vila relativament moderna, fou fundada el 1961 al lloc d'un campament obrer creat prop d'un jaciment de petroli descobert un any abans. El seu nom prové de neft, que en rus vol dir 'petroli' i Iugànskaia, nom d'un afluent de l'Obi que discorre a prop. El 1967 rebé l'estatus de ciutat.
Fins a l'actualitat, la indústria del petroli és la principal base econòmica de la ciutat. La vila era un dels principals llocs de la companyia petrolera Iukos, adquirida el 2004 per la companyia estatal Gazprom, després que el seu cap fos perseguit i empresonat per frau fiscal.

## Ciutats agermanades
- Ankum
- Baltisk